# Werner Trense
Werner Trense (* 23. März 1922 in Güstrow; † 17. April 2015) war ein deutscher Jäger, Forscher und Buchautor. Trense galt als einer der führenden deutschen Jagdexperten. Er war 25 Jahre Generalsekretär des Internationalen Rates zur Erhaltung der Jagd und des Wildes (CIC, Conseil International de la Chasse et de la conservation du gibier).

## Leben
Während des Zweiten Weltkriegs diente Trense als Panzerführer. 1947 begann er in Hamburg ein Studium der Zoologie und Völkerkunde, das er 1949 in Cambridge fortsetzte. 1950 fuhr er mit dem Robbenfangschiff Sachsen ins Nordpolarmeer, insbesondere ans Nordkap, Labrador, Neufundland und Jan Mayen. Trense war Harpunier auf der Sachsen und betrieb meeres- und fischereikundliche Untersuchungen.
1955 wurde Trense Mitglied im Internationalen Rat zur Erhaltung des Wildes und der Jagd, wo er 1964 das Amt des „Präsidenten der Kommission Großwild Europa Asien“ übernahm und von 1974 bis 1999 als Generalsekretär fungierte.
Besondere Bekanntheit erlangte Trense, als er mit seinem zahmen Gepardenweibchen Damba in Angola auf die Jagd ging und als er 1957 mit einer IUCN-Expedition zwischen den Flüssen Dez und Karche im Iran eine Herde der seltenen Mesopotamischen Damhirsche wiederentdeckte. Zwei Kälber wurden eingefangen, die später den Grundstock für die Zuchtherde des Opel-Zoos im Taunus bildeten. Von 1958 bis 1986 war Werner Trense mit der deutschen Fliegerin Clairelotte Schneider von Opel (1927–1986), auch als „Mutz“ bekannt, verheiratet. Von 1959 bis 1964 lebten die Trenses in Angola, wo sie sich eine 75.000 Hektar große Farm aufbauten. Werner Trense lebte zuletzt in Pullach.

## Dedikationsnamen
1978 benannte Wilhelm Meise die Unterart Illadopsis albipectus trensei des Schuppenbrust-Laubdrosslings aus Angola zu Ehren von Werner Trense.

## Werke (Auswahl)
- 1981: Die Jagdtrophäen der Welt
- 1989: The Big Game of the World
- 1998: Die Hirsche der Welt
- 2003: Wild kennt keine Grenzen – Stationen eines außergewöhnlichen Jägerlebens (Autobiografie)
- 2005: Großwild weltweit (Übersetzung von The big game of the world)